# Giuseppe Gabrieli
Giuseppe Gabrieli (Calimera, 4 aprile 1872 – Roma, 7 aprile 1942) è stato un orientalista e bibliotecario italiano.

## Biografia
Fu bibliotecario della Reale Accademia dei Lincei, e studioso apprezzato malgrado avesse intrapreso solo per breve periodo la carriera universitaria. 
Fu collaboratore di Leone Caetani, con il quale realizzò l'Onomasticon Arabicum e al quale Caetani dedicò il quinto volume dei suoi Annali dell'Islām. 
Dal 1917 divenne docente di lingua e letteratura araba all'Università di Roma, lasciando tuttavia l'incarico poco tempo dopo per insanabili contrasti col collega arabista Carlo Alfonso Nallino, che di quella disciplina era professore ordinario.
Due suoi figli furono accademici: Francesco Gabrieli - orientalista anch'egli, cui il padre insegnò per primo la lingua araba nella quale eccelse, docente ordinario nell'Università di Roma e accademico dei Lincei prima di diventarne Presidente - e Mario Gabrieli, anch'egli professore ordinario nell'Università di Roma e grande conoscitore della storia e della cultura della Scandinavia.

## Opere scelte
- Manuale di arabo letterario, I - Grammatica. Prime letture, Roma, 1913.
- Manuale di bibliografia musulmana, I - Bibliografia generale, Roma, 1916.
- Dante e l'Oriente, Bologna: N. Zanichelli, stampa 1921.
- Al-Burdatān, ovvero i due poemi arabi del "mantello" in lode di Maometto. Contributo storico-critico allo studio di Maometto nell'Oriente musulmano, Firenze, Biblioteca scientifico-religiosa, 1901 (rist. Roma, Istituto per l'Oriente, 19722, VI+103 p.)
- Italia judaica: Saggio d'una bibliografia storica e archeologica degli Ebrei d'Italia, Roma, Fondazione Leonardo per la cultura italiana, 1924.